# Heliodoros (Bildhauer)
Heliodoros war ein griechischer Bildhauer.
Laut Plinius dem Älteren war Heliodoros der Schöpfer einer Skulptur, die in der Porticus Octaviae in Rom stand und einen Ringkampf zwischen Pan und Olympos zeigte. Heute geht man davon aus, dass Plinius hier eine Verwechslung unterlaufen ist und statt Olympos Daphnis dargestellt war. Möglicherweise existiert noch eine Marmorkopie dieses Werkes.
Um 100 v. Chr. war ein Bildhauer des gleichen Namens, wie Inschriften belegen, in Rhodos tätig; wahrscheinlich ist dieser Heliodoros mit dem von Plinius erwähnten identisch. 
Seine Söhne Plutarchos und Demetrios waren ebenfalls Bildhauer. Sie waren in Rhodos tätig. Signaturen des Plutarchos stammen aus der Zeit zwischen 82 und 74 v. Chr.
Unklar ist, ob der ebenfalls bei Plinius erwähnte Erzbildner Heliodoros mit dem Bildhauer Heliodoros identisch ist.